# 利伯蒂县 (得克萨斯州)
利伯蒂縣（英語：Liberty County）是位於美国德克萨斯州東部的一個縣，面積3,046平方公里。根據美国人口普查局2020年統計，共有人口91,628人。縣治利伯蒂城（Liberty）。該縣成立於1836年3月17日，是該州最早的縣之一。。